# Il giustiziere della notte
Il giustiziere della notte (Death Wish) è un film del 1974 diretto da Michael Winner, tratto dal romanzo omonimo di Brian Garfield del 1972. Ambientato in una New York anni settanta, Paul Kersey (Charles Bronson) ingegnere e obiettore di coscienza, viene scosso e traumatizzato dall'omicidio della moglie e lo stupro della figlia a seguito di una rapina. Il fulcro della storia ruota intorno alla giustizia personale, in un ambiente dove la polizia è quasi impotente contro i criminali.

## Trama
Quando tre malviventi violentano e traumatizzano la figlia Carol ed uccidono la moglie Joanna a New York, l'architetto Paul Kersey realizza quanto poco riesca a fare la polizia contro la delinquenza e che pressoché nulle sono le speranze di cattura dei tre aggressori. La figlia Carol viene rinchiusa in una casa di cura per malattie mentali e Paul viene inviato per lavoro a Tucson, Arizona, dove conosce e simpatizza con un cliente della compagnia che gli illustra il modo di agire degli abitanti del luogo, abituati a girare armati e a reagire prontamente in caso di aggressione e quindi meno timorosi della possibilità di essere aggrediti o rapinati.

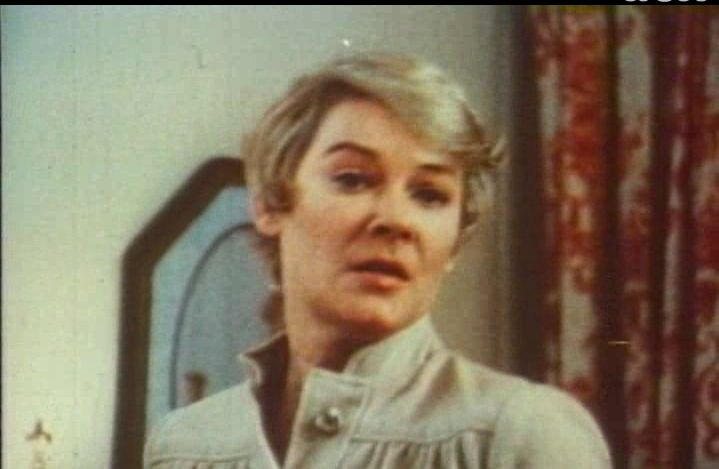
Joanna Kersey (Hope Lange) in una scena

Prima di rientrare a New York, riceve in regalo un pacco contenente una pistola calibro .32, non registrata e quindi non rintracciabile. Inizia così per Paul la vita notturna di giustiziere, alla ricerca degli assassini ai quali, nei parchi o nella Metropolitana, si offre volontariamente come vittima prima di ucciderli (avendo in passato partecipato a battute di caccia ha un'ottima mira). La polizia, temendo anche fenomeni di emulazione, inizia le indagini, dapprima con pochissimi elementi a disposizione ma lentamente il cerchio si stringe e l'ispettore Ochoa, nel momento in cui sta per acquisire le prove necessarie al fine di incriminare Paul, viene fermato dai suoi superiori con l'ordine di non arrestarlo ma semplicemente di "fermare" colui che agli occhi dell'opinione pubblica, è divenuto un vero e proprio eroe.
Paul, consapevole di essere sorvegliato e pedinato dalla polizia, esce nuovamente alla ricerca degli assassini da "giustiziare" ma, dopo avere ucciso due dei suoi tre aggressori, viene ferito dal terzo e ricoverato in ospedale dove l'ispettore, entrato in possesso della pistola, lo informa della situazione e lo convince a chiedere il trasferimento a Chicago in cambio dell'insabbiamento dell'indagine mentre il giustiziere ufficialmente rimarrà in circolazione. Paul accetta e, una volta arrivato a Chicago vede una ragazza aggredita in stazione da alcuni giovani e, mimando il gesto della pistola, fa capire che la sua vendetta non è finita.

## Produzione
Prodotto da Dino De Laurentiis e distribuito dalla Paramount Pictures, il film originale fu scritto da Wendell Mayes, conosciuto per thriller come Anatomia di un omicidio (1959) e L'avventura del Poseidon (1972).

### Cast
Il film segnò il debutto di Jeff Goldblum, nella parte di uno degli aggressori.

## Distribuzione
Il film è stato distribuito nelle sale cinematografiche statunitensi il 24 luglio 1974, mentre in quelle italiane il 12 dicembre 1974.

## Temi
Il film ebbe un grande successo commerciale e generò una serie di denunce e critiche per essere una celebrazione della violenza e della giustizia sommaria.
Considerato una pietra miliare nel suo genere, è il primo film ricordato nella storia del cinema ad affrontare il tema della violenza urbana, della convivenza forzata fra persone civili e criminali e della giustizia sommaria, nel film e nei suoi seguiti giustificata laddove assente la presenza di sicurezza garantita dallo Stato.
Tratto da un romanzo di altrettanto successo, il film vuole essere una rappresentazione cinematografica della vita quotidiana delle periferie statunitensi negli anni settanta, dove la microcriminalità vedeva un crescente aumento in concomitanza con l'insicurezza della popolazione.

## Sequel
Il film ebbe quattro sequel negli anni successivi, che riscossero però un successo minore:
- Il giustiziere della notte n. 2 (1982)
- Il giustiziere della notte 3 (1985)
- Il giustiziere della notte 4 (1987)
- Il giustiziere della notte 5 (1994)

## Remake
Nel 2018, è uscito il remake, intitolato Il giustiziere della notte - Death Wish. Il film è stato diretto da Eli Roth e interpretato da Bruce Willis, che eredita il ruolo di Paul Kersey.

## Parodia
Nel 1975 il regista Mario Amendola dirige Franco Franchi nella parodia Il giustiziere di mezzogiorno.